# Robert Harris (Schauspieler)
Robert Davis Harris Jr. (* 12. April 1930 in Greensboro, North Carolina; † 23. Juli 2015 ebenda) war ein US-amerikanischer Schauspieler. Er spielte seit 2000 meist kleine Rollen, die oft gar nicht im Nachspann erwähnt werden. Zuvor war er Theater-Schauspieler.

## Leben
Harris besuchte das Wesley College in seiner Geburtsstadt Greensboro und studierte Kunst, Musik und Ballett. Er war der erste männliche Tänzer am Woman’s College (später University of North Carolina at Greensboro). Über den Tanz kam er zu Theaterauftritten. Von seinen Filmrollen ist die des Old Man Cadwell in Cabin Fever (2002) hervorzuheben.
Harris unterrichtete 30 Jahre lang Kunst am Greensboro Cultural Art Center. Er nahm unter anderem lange Zeit an der Nussknacker-Inszenierung des Greensboro Balletts teil und trat auch noch im Alter mit seinem Hund in der Eröffnungsszene auf. 2015 starb er mit 85 Jahren im Camden Place in Greensboro.

## Filmografie (Auswahl)
- 2000: Morning
- 2000: Ketten der Vergangenheit (Above Suspicion)
- 2001: Special Day
- 2001: Summer Catch
- 2002: Juwanna Mann
- 2002: Cabin Fever
- 2003: Cleanup on Aisle Five
- 2005: Junikäfer (Junebug)
- 2006: Pucked
- 2007: Das ultimative Geschenk (The Ultimate Gift)
- 2007: The Key Man
- 2007: Brother Mine
- 2008: Wesley
- 2011: Rodney Cecil: Psycho Hero